# Myiopharus aberrans
Espèce
Myiopharus aberrans (synonyme : Doryphorophaga aberrans) est une espèce d'insecte diptère de la famille des Tachinidae, originaire d'Amérique du Nord.
Cette mouche est l'un des principaux insectes parasitoïdes indigènes, relativement spécifique, du doryphore en Amérique du Nord. Son cycle biologique se déroule dans les stades larvaires successifs de l'hôte. Il se termine sous terre à l'intérieur de la nymphe du doryphore où a lieu la mue imaginale et d'où émerge une mouche prête à parasiter une seconde génération de doryphores.
Cette espèce a été étudiée en vue de son utilisation en lutte biologique contre le doryphore de la pomme de terre.